# Inés de la Torre
Inés de la Torre var en spansk grevinna, spion och hovfunktionär. Hon var överhovmästarinna (Première dame d'honneur) åt Frankrikes drottning, den spanska prinsessan Anna av Österrike, mellan 1615 och 1618, och känd för att ha fungerat som spansk agent och för att ha isolerat drottningen i Frankrike, och därmed bidragit till svårigheterna i äktenskapet mellan Anna och Ludvig XIII av Frankrike.  

## Biografi
Inés de la Torre var kusin till Francisco Gomez de Sandoval y Rojas, 1:e hertig av Lerma, en inflytelserik gunstling hos kung Filip III av Spanien. Hon var anställd som hovdam åt drottningen, och när drottningen avled 1611, utsågs hon till hovdam i prinsessornas hushåll. 
Hon utsågs 1615 till överhovmästarinna för Anna inför dennas avfärd till sitt bröllop i Frankrike, med uppgift att se till att Anna bibehöll sina spanska seder och hålla Spanien underrättad om hennes liv. I Frankrike kritiserades Inés de la Torre för att bidra till att isolera Anna och försvåra kungaparets äktenskap genom att hindra henne från att anpassa sig till Frankrike, men det tolererades av regenten Maria av Medici och Concino Concini. 
När förmyndarregeringen störtades av Charles d'Albert de Luynes, ersatte denne Annas spanska hovdamer med franska för att förbättra kungaparets relation. Inés de la Torre skickades hem till Spanien sedan det upptäcktes att hon hade svindlat pengar avsedda för drottningens hushåll och skickat spionreporter till spanske ambassadören Monteleon, och Anna kom under inflytande av Marie de Rohan, hertiginna av Chevreuse. 
Efter återkomsten till Spanien utsågs hon 1619 till hovdam åt prinsessan. 